# Etienne van der Horst
Etienne van der Horst (28 augustus 1958) is een voormalig Curaçaos politicus. Namens de partij Partido pa Adelanto I Inovashon Soshal was hij van 31 december 2012 tot 23 december 2016 minister van Bestuur, Planning en Dienstverlening in de kabinetten Hodge, Asjes,  Whiteman I en Whiteman II. 

## Loopbaan
Van der Horst studeerde tussen 1977 en 1984 stedenbouwkunde aan de Technische Universiteit Delft.
Na zijn afstuderen trad Van der Horst in dienst bij de Dienst Ruimtelijke Ordening en Volkshuisvesting (DROV) van Curaçao. Hij bekleedde daar verschillende functies tot 2002. Vanaf 1991 was hij hoofd van de organisatie. Tussen juni 2003 en de start van zijn ministerschap werkte hij voor de Curaçao Airport Partners N.V. Na zijn ministerschap was hij tussen 2017 en 2020 in dienst van het openbaar lichaam van Bonaire als directeur van de dienst Ruimte en Ontwikkeling. Hierna werd hij benoemd tot secretaris-generaal van het Curaçaose ministerie van Sociale Ontwikkeling, Arbeid en Welzijn.